# Huang Hongtao
Huang Hongtao (黄洪涛S, Huáng HóngtāoP; Canton, 3 dicembre 1970) è un allenatore di calcio ed ex calciatore cinese, di ruolo portiere.